# 本多副元
本多 副元（ほんだ すけもと）は、江戸時代末期の越前国福井藩の家老。越前府中城主本多家9代当主。維新後男爵。

## 生涯
弘化2年（1845年）、常陸国府中藩9代藩主・松平頼縄の弟である頼功の次男として誕生する。
文久3年（1863年）、福井藩筆頭家老・本多富恭の養嗣子となった。幕末維新の動乱期に藩主名代として、元治元年（1864年）に天狗党の乱が勃発した際は、天狗党鎮圧に活躍し、長州征伐、会津征伐などにおいても活躍した。
大政奉還を経て、明治維新後の華族制度発足により、旧大名は皆華族となり、御三家の付家老も維新期に政府から独立諸侯と認められて華族となっていたが、福井藩の付家老だった本多家は士族だった。これを不服とした本多家は華族取り立て運動を起こし、家臣や領民が本多家の家格向上を訴えて1870年に暴動（武生騒動）を起こしている。副元自身も明治11年（1878年）に東京府知事楠本正隆に宛てて『家格御取建願』を提出し「将軍家康の命を以て越前中納言秀康に付属せられ（中略）尾紀水三藩の付属家にあえて異なるとなし」と訴えた。その結果、明治12年（1879年）に華族に列せられ、明治17年（1884年）には他の付家老たちと同じく男爵に叙された。
1890年（明治23年）7月10日、貴族院男爵議員に就任し、死去するまで在任した。
副元は地元の教育振興に熱心で、明治6年（1873年）に旧本多館跡と金500円を寄付し、3階建の校舎を持つ進脩小学校建設に尽力した。